# أحمد أباد (دشتابي الغربي)
أحمد أباد (بالفارسية: احمدآباد) هي قرية تقع في إيران في قسم دشتابي الغربي الريفي. يقدر عدد سكانها بـ 568 نسمة .